# 褐斑燕尾海牛
褐斑燕尾海牛（学名：Chelidonura fulvipunctata）为拟海牛科燕尾海牛属的动物。分布于日本、澳大利亚以及中国大陆的海南等地，属于暖水性种类。其常生活于潮间带石头下、海藻、珊瑚礁间。